# Modisimus culicinus
Modisimus culicinus is een spinnensoort uit de familie trilspinnen (Pholcidae). De soort komt wereldwijd voor. 